# 鉄のララバイ
「鉄のララバイ」（てつのララバイ）は、日本のロックミュージシャンである柳ジョージが、2008年8月27日にLantisからリリースした29枚目のシングルである。

## 解説
2000年に日本クラウンのレーベルPANAMから発売された「夢の果てるまで〜till the dreamings done〜」以来、8年ぶりとなるシングルで、柳自身のシングルとしては唯一、Lantisから発売された。
表題曲である「鉄のララバイ」は、OVA『装甲騎兵ボトムズ ペールゼン・ファイルズ』オープニングテーマ及び映画『装甲騎兵ボトムズ ペールゼン・ファイルズ劇場版』テーマ曲、カップリング曲の「バイバイブラザー」は、OVA『装甲騎兵ボトムズ ペールゼン・ファイルズ』エンディングテーマにそれぞれ起用された。
2011年10月10日に柳が逝去したため、この作品を以て生涯最後のシングルとなった。

## 収録曲
| 全作詞: 高橋良輔、全作曲: 磯崎健史、全編曲: 佐々木聡作・福田真一郎・二宮英樹。 |                                 |          |            |      |
| #                                                                              | タイトル                        | 作詞     | 作曲・編曲 | 時間 |
| 1.                                                                             | 「鉄のララバイ」                | 高橋良輔 | 磯崎健史   | 3:50 |
| 2.                                                                             | 「バイバイブラザー」            | 高橋良輔 | 磯崎健史   | 3:21 |
| 3.                                                                             | 「鉄のララバイ」(off vocal)     | 高橋良輔 | 磯崎健史   | 3:49 |
| 4.                                                                             | 「バイバイブラザー」(off vocal) | 高橋良輔 | 磯崎健史   | 3:18 |
| 合計時間:                                                                      | 合計時間:                       | 14:18    |            |      |